# Paris–Roubaix 1986

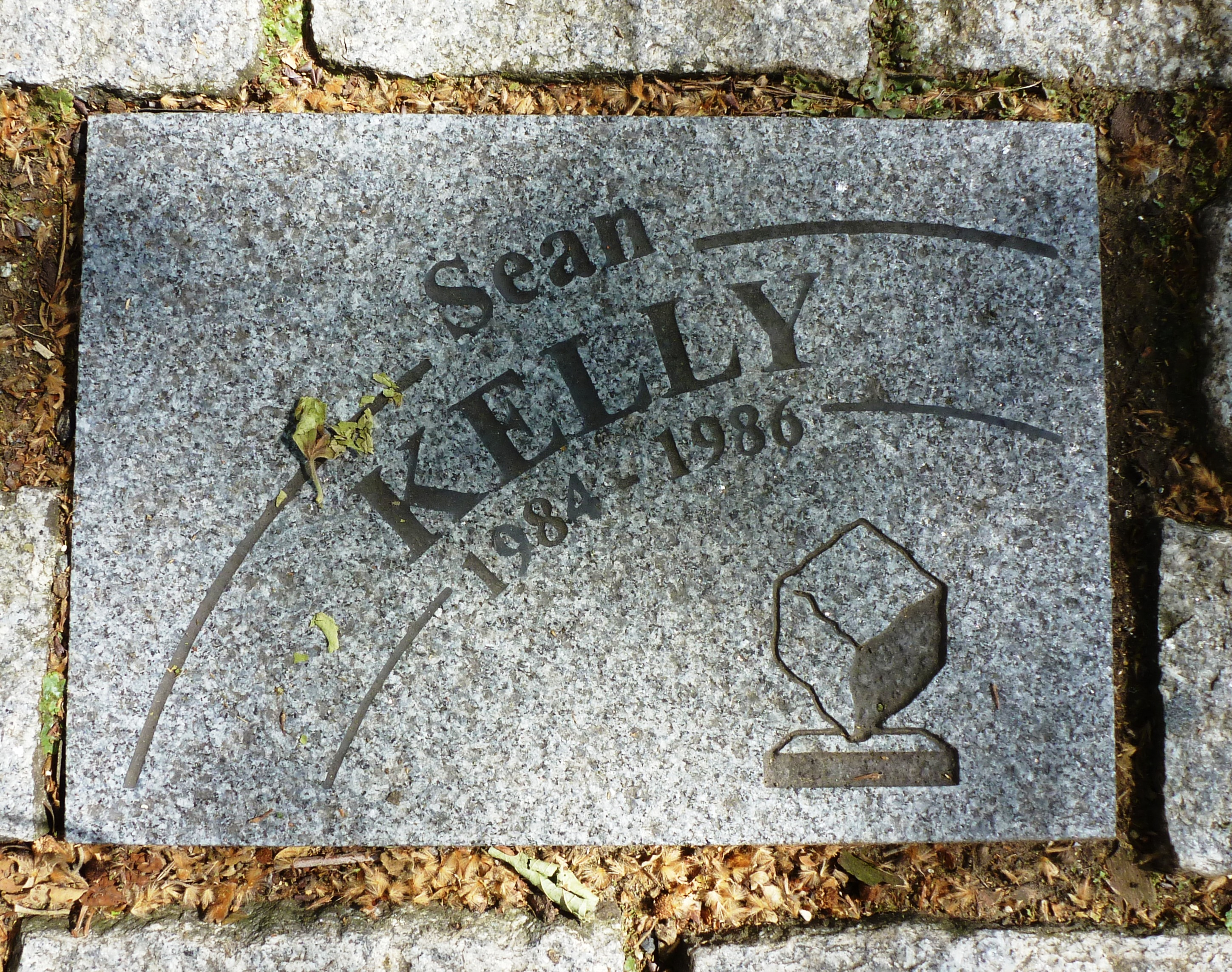
Pflasterstein zu Ehren des Siegers Sean Kelly auf der Allée Charles Crupelandt in Roubaix

Das Eintagesrennen Paris–Roubaix 1986 war die 84. Austragung des Radsportklassikers und fand am Sonntag, den 13. April 1986, statt.
Das Rennen führte von Compiègne, rund 80 Kilometer nördlich von Paris, nach Roubaix, wo es – anstatt im Vélodrome André-Pétrieux wie in den Jahrzehnten zuvor – in der Innenstadt endete. Die gesamte Strecke war 268 Kilometer lang. Es starteten 179 Fahrer, von denen sich 57 platzieren konnten. Der Sieger Sean Kelly absolvierte das Rennen mit einer Durchschnittsgeschwindigkeit von 39,374  km/h.
Es herrschte ein feuchtes Wetter, und die Straßen waren rutschig und voller Matsch. 18 Kilometer vor dem Ziel attackierte Sean Kelly und zog
Rudy Dhaenens, Adrie van der Poel und Ferdi Van Den Haute mit. Kelly gewann das Rennen mit einigen Radlängen Vorsprung vor Dhaenens. Es war sein zweiter Sieg nach 1984.